# Associazione Calcio Reggiana 1928-1929
Questa voce raccoglie le informazioni riguardanti l'Associazione Calcio Reggiana nelle competizioni ufficiali della stagione 1928-1929.

## Stagione
Per la stagione 1928-1929, l'ultima a più gironi, che darà vita alle Serie A e B dalla stagione prossima, la Reggiana viene inclusa nel girone B del campionato di Divisione Nazionale. Il campionato, concluso al 15º posto con 13 punti, determina la retrocessione dei granata in Serie B, primo torneo di seconda serie a girone unico.
Dalla Reggiana se ne vanno Oreste Benatti e Archimede Valeriani, arrivano Venuto Lombatti, Mario Guizzardi, Enzo Bertoli ed il vicentino Salvatore Bindi. Cambia la guida tecnica, che viene ancora affidata ad un allenatore straniero, l'austriaco Anton Ringer
La Reggiana risulta avere la difesa più battuta del girone B, con 103 reti subite, nonché la più battuta in assoluto dei due gironi della Divisione Nazionale. E anche la squadra con il minor numero di vittorie, con tre soli successi su trenta incontri con sette pareggi. Nonostante il discreto avvio con l'illusorio pari (2-2) al Mirabello contro la Juventus di Combi, Rosetta e Caligaris, ha fatto seguito la doccia fredda della doppia sconfitta (5-1) contro l'Ambrosiana e il Bologna. Di fatto la Reggiana fatica per tutta la stagione. Ci sono state anche alcune giornate di gloria, come il sorprendente (8-2) inferto al Napoli, oppure il (3-0) sulla Pro Vercelli. Per i 51 goal all'attivo la vetrina spetta a Enzo Bertoli che firma dodici reti, in doppia cifra anche Ottorino Casanova autore di 10 centri. Stavolta però è retrocessione diretta nel secondo livello del calcio nazionale, che dalla stagione prossima si chiama Serie B.

## Divise
| Prima divisa |

## Rosa
| N. |                   | Ruolo | Calciatore               |
| -- | ----------------- | ----- | ------------------------ |
|    | Italia (bandiera) | P     | Mario Angiolini          |
|    | Italia (bandiera) | P     | Giuseppe Baldi           |
|    | Italia (bandiera) | P     | Rubens Franzini          |
|    | Italia (bandiera) | D     | Renzo Bertani            |
|    | Italia (bandiera) | D     | Alberto Boni             |
|    | Italia (bandiera) | D     | Vivaldo Fornaciari       |
|    | Italia (bandiera) | D     | Arnaldo Vighi            |
|    | Italia (bandiera) | C     | Aldo Bedogni             |
|    | Italia (bandiera) | C     | Giovanni Bezzecchi       |
|    | Italia (bandiera) | C     | Salvatore Bindi          |
|    | Italia (bandiera) | C     | Enrico Bottazzi          |
|    | Italia (bandiera) | C     | Ferruccio Valeriani (II) |

| N. |                   | Ruolo | Calciatore         |
| -- | ----------------- | ----- | ------------------ |
|    | Italia (bandiera) | C     | Walter Verzelloni  |
|    | Italia (bandiera) | A     | Enzo Bertoli       |
|    | Italia (bandiera) | A     | Leopoldo Bolognesi |
|    | Italia (bandiera) | A     | Pietro Bresciani   |
|    | Italia (bandiera) | A     | Ottorino Casanova  |
|    | Italia (bandiera) | A     | Sergio Ferrari     |
|    | Italia (bandiera) | A     | Mario Guizzardi    |
|    | Italia (bandiera) | A     | Venuto Lombatti    |
|    | Italia (bandiera) | A     | Orlando Magini     |
|    | Italia (bandiera) | A     | Tito Mistrali      |
|    | Italia (bandiera) | A     | Raggio Montanari   |
|    | Italia (bandiera) | A     | Felice Romano      |

## Risultati

### Divisione Nazionale - girone B

#### Girone di andata
| Arbitro: | Casetta (Milano) |

|                          |           |                           |
| Bertoli 55’ Mistrali 76’ | Marcatori | 36’ Munerati 90+1’ Crotti |

| Arbitro: | Mattea (Casale Monf.) |

|                                                     |           |             |
| Conti 5’ Meazza 15’ Blasevich 18’ G. Viani 35’, 82’ | Marcatori | 71’ Bertoli |

| Arbitro: | Enrietti (Torino) |

|                                       |           |              |
| Baldi 9’ A. Busini 30’, 33’, 67’, 69’ | Marcatori | 32’ Lombatti |

| Arbitro: | Lenti (Genova) |

|                                              |           |                                            |
| Bottazzi 11’ (rig.) Mistrali 19’ Bertoli 40’ | Marcatori | 37’, 50’ Savelli 44’ O. Ravani 72’ Cabrini |

| Arbitro: | Giulini (Lodi) |

|                                               |           |  |
| Zuliani 8’, 75’ Mihalich 28’ Spadavecchia 85’ | Marcatori |  |

| Arbitro: | Pessato (Monfalcone) |

|               |           |                                        |
| Guizzardi 79’ | Marcatori | 13’, 21’ Giuliani 43’, 64’ A. Prosperi |

| Arbitro: | Carraro (Padova) |

|                                  |           |                                      |
| Casanova 27’ Bottazzi 64’ (rig.) | Marcatori | 21’ Meucci 77’ A. Pilati 88’ Bandini |

| Arbitro: | Sganzetta (Torino) |

|                                      |           |                                    |
| V. Bonello 6’ Zanotto 31’ Miconi 64’ | Marcatori | 11’ Casanova 35’ Bertoli 53’ Bindi |

| Arbitro: | Caironi (Milano) |

|                        |           |                               |
| Levratto 54’ Leone 73’ | Marcatori | 50’ (rig.) Bindi 82’ Casanova |

| Arbitro: | A. Gama (Milano) |

|                                                                                        |           |                             |
| Guizzardi 28’, 38’ Casanova 39’, 48’, 67’ Bertoli 75’ Bottazzi 84’ (rig.) Lombatti 89’ | Marcatori | 15’ Pampaloni 35’ Sallustro |

| Arbitro: | Mangano (Milano) |

|                           |           |                            |
| Mistrali 80’ Casanova 82’ | Marcatori | 22’ (aut.) Vighi 75’ Vigna |

| Arbitro: | Rovida (Torino) |

|                                                |           |  |
| L. Bajardi 14’ C. Villa 16’, 36’ Seccatore 48’ | Marcatori |  |

| Arbitro: | Bellini (Padova) |

|             |           |            |
| Bertoli 11’ | Marcatori | 88’ Radice |

| Arbitro: | Scarpi (Dolo) |

|                          |           |                   |
| Casanova 3’ Lombatti 61’ | Marcatori | 25’, 56’ Civinini |

| Arbitro: | Enrietti (Torino) |

|                                    |           |                |
| Bernardi 58’ Brenco 59’ Bucchi 74’ | Marcatori | 62’ Fornaciari |

#### Girone di ritorno
| Arbitro: | Lupini (Bergamo) |

|                      |           |  |
| Sanero 16’ Vojak 58’ | Marcatori |  |

| Arbitro: | Scarpi (Dolo) |

|                  |           |                                               |
| F. Valeriani 70’ | Marcatori | 27’ Rivolta 62’ Conti 77’ Visentin 89’ Meazza |

| Arbitro: | Pessato (Monfalcone) |

|                                           |           |                                                                             |
| Lombatti 30’ Bertoli 55’ R. Montanari 60’ | Marcatori | 6’, 32’, 41’, 66’, 77’ Schiavio 39’, 50’ Pozzi 84’ Della Valle 88’ Muzzioli |

| Arbitro: | Ciamberlini (Genova) |

|                                           |           |  |
| Dalle Vedova 35’ Savelli 60’ Simonini 86’ | Marcatori |  |

| Arbitro: | Bonello (Venezia) |

|            |           |             |
| Romano 47’ | Marcatori | 1’ Mihalich |

| Arbitro: | Beretta (Novi Ligure) |

|                                                     |           |                  |
| A. Prosperi 13’, 26’, 72’ Reggiani 24’ Giuliani 75’ | Marcatori | 84’ R. Montanari |

| Arbitro: | Mattea (Casale Monf.) |

|                            |           |  |
| Meucci 16’ Bertacchini 88’ | Marcatori |  |

| Arbitro: | R. Barlassina (Novara) |

|                                                        |           |                                               |
| F. Valeriani 8’ Bertoli 30’, 85’ Fornaciari 72’ (rig.) | Marcatori | 9’, 77’ Gorini 10’, 15’ Padoan 46’ V. Bonello |

| Arbitro: | Galassi (Torino) |

|                                 |           |              |
| Fornaciari 26’ F. Valeriani 68’ | Marcatori | 7’ E. Bodini |

| Arbitro: | Rovida (Milano) |

|                                                |           |                           |
| Buscaglia 3’ Sallustro 10’, 33’, 43’, 54’, 85’ | Marcatori | 63’ Bertoli 80’ Bezzecchi |

| Arbitro: | Giulini (Lodi) |

|                                    |           |  |
| Gruppo 25’, 36’ Guglielminotti 80’ | Marcatori |  |

| Arbitro: | Caironi (Milano) |

|                                   |           |  |
| Bertoli 14’ F. Valeriani 19’, 39’ | Marcatori |  |

| Arbitro: | Giorgi (Milano) |

|                                   |           |  |
| Vaccari 18’ Spivach 22’, 24’, 49’ | Marcatori |  |

| Arbitro: | Mattea (Casale Monf.) |

|                                                                        |           |                         |
| Cantini 10’, 21’ It. Pizziolo 13’, 55’ Barni 14’, 67’, 88’ Ferrero 43’ | Marcatori | 5’ Lombatti 16’ Bertoli |

| Arbitro: | Gonani (Ravenna) |

|                                   |           |                                             |
| Casanova 7’, 86’ F. Valeriani 44’ | Marcatori | 35’ Dalfini 36’ Albertini 40’, 52’ Bonesini |

## Statistiche

### Statistiche di squadra
| Competizione        | Punti | Totale | Totale | Totale | Totale | Totale | Totale |
| Competizione        | Punti | G      | V      | N      | P      | Gf     | Gs     |
| ------------------- | ----- | ------ | ------ | ------ | ------ | ------ | ------ |
| Divisione Nazionale | 13    | 30     | 3      | 7      | 20     | 51     | 103    |
| Totale              | 13    | 30     | 3      | 7      | 20     | 51     | 103    |